# Susanne Ås Sivborg
Susanne Birgitta Ås Sivborg, född 31 oktober 1959, är en svensk ämbetsman.
Susanne Ås Sivborg var generaldirektör för Patent- och registreringsverket 2008–2017. Hon var åren 2018–2024 generaldirektör för Lantmäteriet. Hon fick lämna uppdraget den 6 december 2024.